# Абінгдон (Іллінойс)
Абінгдон (англ. Abingdon) — місто у США на заході центральної частини штату Іллінойс, за 16 км на південь від Гейлсберга. 3,6 тис. жителів (2000). Торговий та транспортний центр сільськогосподарського району (скотарство, свинарство, птахівництво, кукурудза, ячмінь, соя, фрукти, молочні продукти). Статус міста з 1857.
Назву йому дав засновник на честь свого рідного міста Абінгдон в Меріленді.